# Veronika Widmann
Veronika Widmann, née le 8 mars 1993 à Bolzano, est une coureuse cycliste italienne spécialiste de VTT de descente.

## Palmarès en VTT

### Championnats du monde
- Val di Sole 2021
  - 9e de la descente

### Coupe du monde
- Coupe du monde de descente
  - 2018 : 12e du classement général
  - 2019 : 3e du classement général
  - 2021 : 12e du classement général
  - 2022 : 8e du classement général
  - 2023 : 12e du classement général
  - 2024 : 17e du classement général

### Championnats d'Europe
- Wisła 2015
  -  Médaillée d'argent de la descente
- Pampilhosa da Serra 2019
  -  Médaillée de bronze de la descente
- Maribor 2021
  -  Médaillée de bronze de la descente
- Maribor 2022
  -  Médaillée de bronze de la descente

### Championnat d'Italie
- 2012
  - 3e de la descente
- 2015
  -  Championne d'Italie de descente
- 2016
  -  Championne d'Italie de descente
- 2017
  - 2e de la descente
- 2018
  - 2e de la descente
- 2019
  - 3e de la descente
- 2021
  -  Championne d'Italie de descente
- 2022
  -  Championne d'Italie de descente
- 2023
  -  Championne d'Italie de descente

## Palmarès en snow bike
- 2024
  -  Médaillée d'argent du championnat du monde de super-G